# Cyphomyrmex hamulatus
Cyphomyrmex hamulatus é uma espécie de inseto do gênero Cyphomyrmex, pertencente à família Formicidae.